# Reserva Natural de Vaskjõe
A Reserva Natural de Vaskjõe é uma reserva natural localizada no condado de Pärnu, na Estónia.
A área da reserva natural é de 291 hectares.
A área protegida foi fundada em 2007 para proteger os valiosos tipos de habitats e espécies ameaçadas em Seljametsa e Vaskrääma (ambas aldeias na antiga freguesia de Paikuse).